# Woolf Barnato

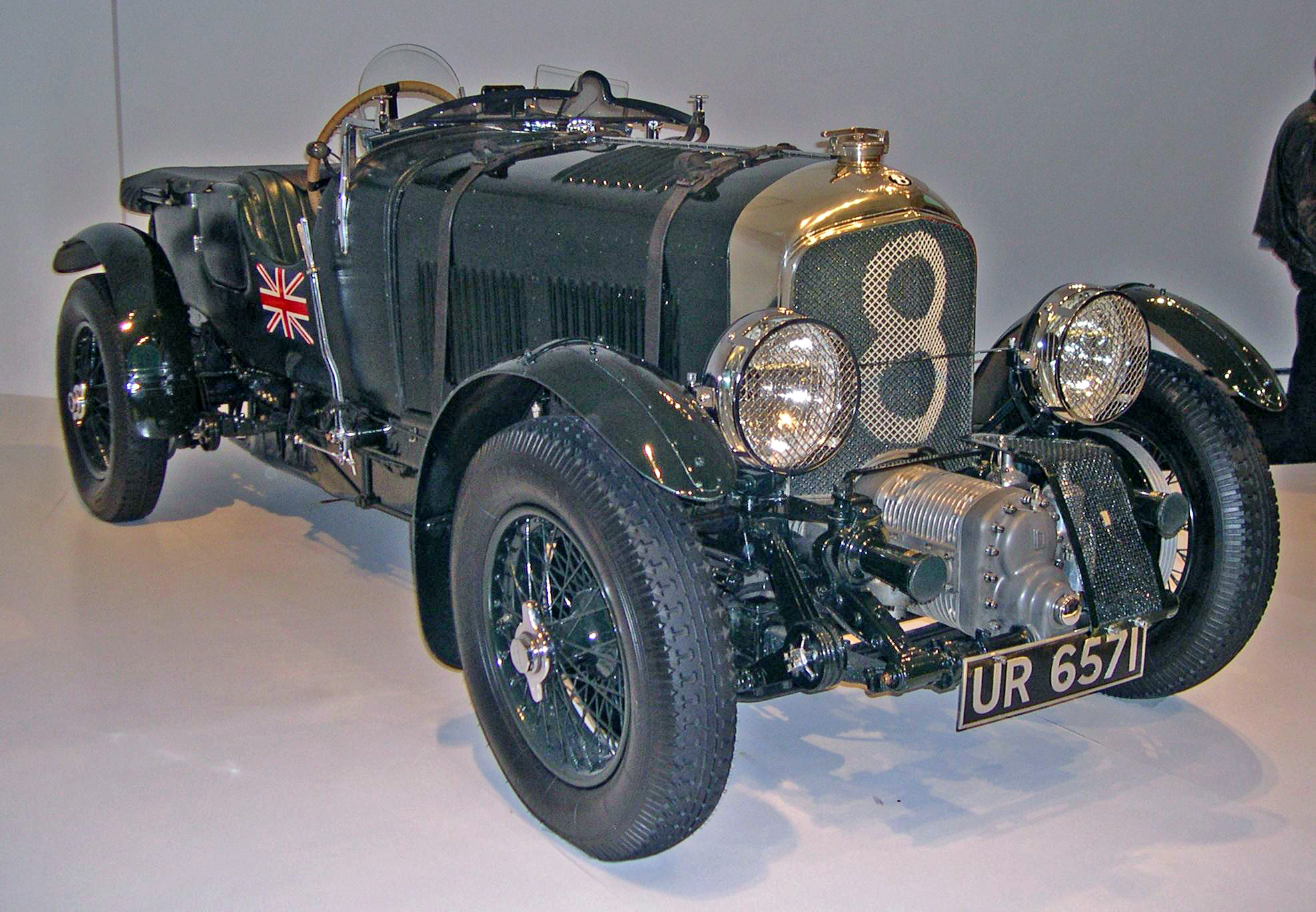
Bentley Barnato z 1929 roku

Joel Woolf Barnato (ur. 27 września 1895 w Londynie, zm. 27 lipca 1948 w Londynie) – brytyjski finansista, kierowca wyścigowy i krykiecista. 
Syn przedsiębiorcy Barneya Barnato, działającego w branży wydobycia złota i diamentów, ojciec lotniczki Diany Barnato Walker. Studiował w Trinity College na Uniwersytecie Cambridge. Żołnierz Royal Field Artillery w czasie pierwszej wojny światowej i Royal Air Force podczas drugiej wojny światowej.

## Kariera wyścigowa
W wyścigach samochodowych Barnato startował głównie w wyścigach samochodów sportowych. W latach 1928-1930 Brytyjczyk pojawiał się w stawce 24-godzinnego wyścigu Le Mans. Wchodził w skład utytułowanego zespołu Bentleya, nazywanego potocznie „Bentley Boys”. I właśnie Barnato był najbardziej utytułowanym kierowcą tej ekipy, bowiem we wszystkich trzech startach odnosił zwycięstwa, nie tylko w swojej klasie, ale także i w klasyfikacji generalnej. W 1928 roku w 4,5 litrowym Bentleyu był najlepszy w klasie 5. W kolejnych dwóch sezonach zmienił samochód na Bentley Speed Six, który spełniał regulacje klasy 8. W obu sezonach jego załoga nie miała sobie równych.